# Кшивиця (Воломінський повіт)
Кшивиця (пол. Krzywica) — село в Польщі, у гміні Клембув Воломінського повіту Мазовецького воєводства.
Населення — 294 особи (2011).
У 1975-1998 роках село належало до Остроленцького воєводства.

## Демографія
Демографічна структура станом на 31 березня 2011 року:
|          | Загалом | Допрацездатний вік | Працездатний вік | Постпрацездатний вік |
| -------- | ------- | ------------------ | ---------------- | -------------------- |
| Чоловіки | 139     | 33                 | 94               | 12                   |
| Жінки    | 155     | 33                 | 92               | 30                   |
| Разом    | 294     | 66                 | 186              | 42                   |